# 54字の物語
『54字の物語』（54じのものがたり）は、氏田雄介による日本の短編小説である。イラストは佐藤おどりが担当している。PHP研究所より、2018年3月に発行された。

## 概要
この本は、インスタグラムに投稿された、「#インスタ小説」を書籍化したもので、9マス×6行の中で文章を完結させるのが特徴である。この本には、いろいろな分野の作品90作が収録されている。
54字の物語の基本的なルールとして、
- 文字数を54字ぴったりに収めること
- 句読点やカギ括弧も1文字にカウントすること
- 最初の空白、!?のあとの空白はなし
- アイデアによっては例外もあり

がある。
54文字と言う制限を設けたことについて、作者は、「「#54字の物語」を始めたのは、インスタグラムで楽しめるようなテキスト作品をつくりたいと思ったのがきっかけです。試行錯誤の結果、インスタグラムの（画像投稿の）正方形の枠に収まって、可読性が高く、ある程度内容も詰め込めるのが、9マス×6行の54字でした。」としている。

## 54字の物語 怪
2018年11月19日に、54字の物語の続編『54字の物語 怪』（54じのものがたり かい）が発売された。『怪』では、「怖い」作品を中心に90作収録している。

## 54字の物語 参
2019年4月25日に、第3弾となる『54字の物語 参』（54じのものがたり さん）の発売が「第3回 54字の文学賞」の受賞作品の発表と同時に行われ、予定通り当日に発売された。この本では、氏田による作品のほかに、「54字の文学賞」の優秀な投稿作品や各界の著名人による書き下ろしの作品が収録されている。

## 54字の物語 史
2019年7月20日、第4弾となる『54字の物語 史』（54じのものがたり し）の発売が「第3回 54字の文学賞」の受賞作品の発表と同時に行われ、予定より二日早い7月18日に発売された。
この本では、「日本史」×「空想」をテーマに90話を収録している。

## 54字の物語 ZOO
2020年12月20日に
、第5弾となる『54字の物語 ZOO』（54じのものがたり ズー）が発売された。「ZOO」では、「動物」をテーマとして、54字の文学賞の作品7000作から厳選して収録がされている。

## 54字の文学賞
PHP研究所による公募企画として、「54字の文学賞」が開催された。
今までに開催された「54字の文学賞」は次の通りである。
| 名称                      | 期間                                                                    | 応募作品数 | 備考                                                          | 出典          |
| ------------------------- | ----------------------------------------------------------------------- | ---------- | ------------------------------------------------------------- | ------------- |
| 「54字の文学賞」          | 2018年3月16日～5月6日                                                   | 2992       | 『54字の物語』重版記念                                        | [ 11 ]        |
| 「第2回 54字の文学賞」    | 2018年7月3日～7月8日                                                    | 2000以上   |                                                               | [ 12 ] [ 13 ] |
| 「読書の日×54字の文学賞」 | 2018年10月27日（1日のみの開催）                                         | 600以上    | 『54字の物語』の5.4万部突破記念                               | [ 14 ]        |
| 「第3回 54字の文学賞」    | 2018年11月16日～2019年1月31日 （日清ヨーク賞のみ2018年1月8日～1月31日） | 3907       | 『54字の物語 怪』発刊記念                                     | [ 7 ] [ 15 ]  |
| 「第4回 54字の文学賞」    | 2019年4月23日～2019年6月30日                                            | 6980       | 『54字の物語 参』発刊記念 お題:動物                           | [ 16 ] [ 17 ] |
| 「第5回 54字の文学賞」    | 2019年7月18日～2019年9月30日                                            | 2275       | 『54字の物語 史』発刊記念 お題:歴史（日本史、世界史ともに可） | [ 18 ] [ 19 ] |
| 「第6回 54字の文学賞」    | 2019年12月20日～？                                                      |            | 『54字の物語 ZOO』発刊記念 お題:怪談（都市伝説なども可）      | [ 20 ]        |

## 54字の物語展
青山ブックセンターにおいて、2019年7月12日から7月30日まで、「54字の物語展」が開催された。「54字の物語」を大きなグラフィック作品として展示していた。

## 54字の冬物語
2019年1月8日に、日清ヨークから、54字の物語とコラボレーションした乳酸菌飲料「ヨークル 54字の冬物語」（ヨークル 54じのふゆものがたり）が沖縄を除く全国で発売された。氏田が「乳酸菌」と「冬」をテーマに書き下ろした54文字の物語 （全6種）を、パッケージに掲載した。